# 珍妮·湯普森
詹妮弗·“珍妮”·贝丝·湯普森（英語：Jennifer "Jenny" Beth Thompson，1973年2月26日—），美國女子游泳運動員，也是奧運史上最出色的運動員之一，珍妮·湯普森自1992年的巴塞隆納奧運到2004年雅典奧運為止，連續4屆奧運代表美國隊出賽，總共奪得了12面獎牌，其中包括了8面金牌。
珍妮·湯普森在2004年以31歲之齡入選美國的奧運游泳代表隊，最後她幫助美國隊以3分36秒39的成績，在4x100米自由式接力這個項目奪得銀牌，同時也創造的新的美國紀錄。在4x100米混合泳接力她也幫助美國隊奪得銀牌，這是珍妮·湯普森最後一次參加奧運。

## 外部連結
- （英文） 珍妮·湯普森與美國隊的介紹 （页面存档备份，存于）